# Amt Banzkow
La comunità amministrativa di Banzkow (Amt Banzkow) faceva parte del circondario della Parchim nel Meclemburgo-Pomerania Anteriore, in Germania.
È stata soppressa nel 2013.

## Suddivisione
Comprende 3 comuni:
1. Banzkow
2. Plate
3. Sukow

Il capoluogo è Banzkow.